# Andrea Hoffmann
Andrea Francisca Hoffmann Vega (Santiago de Chile, 22 de abril de 1970) es una conductora de radio y televisión chilena que anteriormente se desempeñó como bailarina y coreógrafa. En el ámbito de la danza, es reconocida por su trabajo en los programas de Canal 13 Venga conmigo y Gigantes con Vivi; en radio y televisión por presentar 3×3 de Canal 13 y La comunidad sin anillo de Radio Concierto. Actualmente forma parte de Radio La Clave con el programa Clave social.

## Biografía
Cuando terminó la enseñanza media en el Saint George's College, entró a Licenciatura en Educación Física en el ex Instituto Blas Cañas hasta que descubrió el baile. Fue parte del Ballet Folclórico de Chile y el Ballet Folclórico Nacional.
Su entrada a la televisión fue precisamente a través de la danza. Inicio como bailarina del programa humorístico de La Red El desjueves. En 1995 ingresa a trabajar en Canal 13 en el programa Venga conmigo, donde además de bailarina, fue la coreógrafa de Generación 2000, segmento juvenil donde un grupo de jóvenes bailarines, presentados por Cristián de la Fuente, bailaban los hits de la época. En 2001 se incorpora a Sábado gigante en las secciones presentadas para Chile por Vivi Kreutzberger, siguiendo su trabajo en el programa propio de Kreutzberger Gigantes con Vivi.
A raíz de una reestructuración de la franja matinal de Canal 13, en 2005 debutó como conductora de un nuevo programa llamado 3×3 junto a Eduardo Fuentes y José Miguel Furnaro. Además, estuvo a cargo de presentar el estado del tránsito vehicular en el programa que se emitía a continuación de 3×3, En boca de todos, con Iván Valenzuela y Carolina Urrejola. Se mantuvo en ambos programas por cuatro años.
En 2008 debutó en radio conduciendo La comunidad sin anillo de Radio Concierto, un espacio que rápidamente se instaló como uno de los programas favoritos de la hora del taco (congestión vehicular). Su dupla con Patricio Bauerle resultó exitosa y se mantuvo al aire por ocho años.
También trabajó en La Red, en 2009 como panelista del programa Pollo en Conserva y en 2010 como conductora de Mujeres primero. Además, estuvo en ¿Quién quiere ser millonario? de Canal 13, como coanimadora de Mario Kreutzberger.
En 2016 regresó a Canal 13 como jurado del programa Bailando junto a Neilas Katinas y Jordi Castell.
Desde el año 2022, conduce el programa Clave Social en radio La Clave, junto a la periodista María José García, dedicado a contar buenas noticias y buenas historias
Tras abandonar el programa radial La comunidad sin anillo, se unió a las filas de Radio ADN como conductora del bloque matinal junto a Eduardo Fuentes por dos años.
En 2022 participó en la segunda temporada de Aquí se baila de Canal 13, siendo la sexta eliminada de la competencia.
Fue conductora interina del programa MILF de TV+ entre los meses de julio y diciembre de 2022.

## Programas de radio
- La comunidad sin anillo (Radio Concierto, 2008-2016)
- Ciudadano ADN (Radio ADN, 2017-2018)
- Clave social (Radio La Clave, 2022-presente)

## Programas de televisión
| Año       | Programa                      | Canal    | Función                |
| --------- | ----------------------------- | -------- | ---------------------- |
| 1992-1994 | El Desjueves                  | La Red   | Bailarina              |
| 1995-2002 | Venga conmigo                 | Canal 13 | Bailarina y coreógrafa |
| 2002-2004 | Sábado gigante                | Canal 13 | Bailarina              |
| 2004      | Con ustedes                   | Canal 13 | Bailarina              |
| 2005-2008 | 3×3                           | Canal 13 | Conductora             |
| 2005-2008 | En boca de todos              | Canal 13 | Reporte del tránsito   |
| 2006      | 3×3 PM                        | Canal 13 | Conductora             |
| 2007      | Tribunal oral                 | Canal 13 | Backstage              |
| 2009-2010 | Pollo en Conserva             | La Red   | Panelista              |
| 2010      | Mundial de Sudáfrica          | La Red   | Conductora             |
| 2010      | ¿Quién quiere ser millonario? | Canal 13 | Sección                |
| 2011      | Mujeres primero               | La Red   | Conductora             |
| 2011      | Rodeo y tradiciones chilenas  | Vive     | Conductora             |
| 2013      | De taco                       | UCV TV   | Conductora             |
| 2016      | Bailando                      | Canal 13 | Jurado                 |
| 2016      | Noche de seducción            | Vive     | Conductora             |
| 2020      | Ventana 360                   | TV+      | Conductora             |
| 2021      | MILF                          | TV+      | Panelista              |
| 2022      | Aquí se baila                 | Canal 13 | 6.ª Eliminada          |